# Zethera musides
Zethera musides är en fjärilsart som beskrevs av Semper 1878. Zethera musides ingår i släktet Zethera och familjen praktfjärilar. Inga underarter finns listade i Catalogue of Life.